# Merite Ptá
Merit Ptá ou Merit Ptah ("A Amada de Ptá) teria sido uma alegada médica chefe da corte do faraó, na Segunda Dinastia, cerca de 2700 a.C.; supostamente seria referida assim numa inscrição deixada na sua sepultura em Sacará pelo seu filho.
A sua existência tem sido recentemente posta em causa, aventando-se que possa ser uma invenção ou confusão de identidades da feminista canadiana Kate Campbell Hurd-Mead.  Jakub Kwiecinski, historiador na Universidade do Colorado, foi citado pela Newsweek afirmando que a história falsa de Merit Ptá exemplifica como "artigos da Wikipédia aparentemente bem fundamentados" podem ser enganadores, alertando para o perigo da dependência excessiva de fontes secundárias.

## História
Merit Ptá surgiu inicialmente na literatura no livro de Kate Campbell Hurd-Mead publicado em 1937 sobre médicas do sexo feminino. Campbell Hurd-Mead apresenta duas médicas do Antigo Egipto, uma das quais não nomeada, datando da Quinta Dinastia, e Merit Ptá, localizada no Novo Império,  que Hurd-Mead afirmava encontrar-se no Vale dos Reis, o sítio de sepultamento dos monarcas egípcios entre 1500 e 1080 a.C. A médica do Antigo Império corresponde provavelmente a Peseshet, conhecida de uma sepultura daquele período. Autores posteriores não repararam que Kate Campbell Hurd-Mead referia-se a duas médicas, misturando os dados das duas mulheres; Merit Ptá foi, assim, retrodatada ao Antigo Império.
A suposta médica Merit Ptá não é conhecida de nenhuma outra fonte relacionada ao Antigo Egipto, e nenhuma publicação científica enunciando médicos a menciona. Uma homónima sem qualquer relação foi mulher de Ramose, governador de Tebas e vizir de Aquenáton, estando representada juntamente com o marido na TT55 em Sheikh Abd el-Qurna. Kwiecinski avançou a possibilidade de Campbell Hurd-Mead ter confundido as duas personagens, não retirando o mérito à tentativa de colocar as mulheres médicas na história.

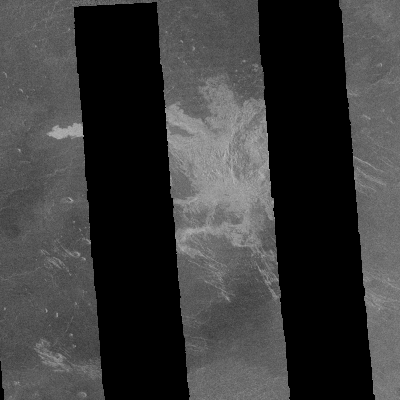
Cratera Merit Ptah em Vénus.

A União Astronómica Internacional nomeou a cratera de impacto Merit Ptah em Vénus em sua homenagem.